# Łucja Ochmańska
Łucja Bronisława Ochmańska, później Bilska (ur. 17 lipca 1949 w Krakowie) – polska gimnastyczka, olimpijka z Meksyku 1968.
Pierwsze sukcesy odnosiła jako juniorka zdobywając tytuł mistrzyni Polski juniorów w:
- wieloboju indywidualnym w latach 1962–1963, 1965, 1968
- ćwiczeniach wolnych w roku 1964
- ćwiczeniach na równoważni w roku 1964.

Mistrzyni Polski w:
- skoku przez konia w roku 1968
- ćwiczeniach na równoważni w latach 1967–1968
- ćwiczeniach na poręczach w roku 1966

Uczestniczka mistrzostw świata w roku 1966 podczas których zajęła 47. miejsce w wieloboju indywidualnym i 11. miejsce w wieloboju drużynowym
Na igrzyskach olimpijskich w 1968 roku zajęła;
- 10. miejsce w wieloboju drużynowym
- 40. miejsce w wieloboju indywidualnym,
- 41. miejsce w ćwiczeniach na równoważni,
- 43. miejsce w ćwiczeniach wolnych,
- 44. miejsce w ćwiczeniach na poręczach,
- 44. miejsce w skoku przez konia.